# Calera de las Huérfanas
La Calera de las Huérfanas ("estancia de Belén", "estancia del Río de la Vacas", "estancia de la calera de Las Vacas" o "estancia de Las Vacas") es un lugar de relevancia histórica ubicado en el Departamento de Colonia en Uruguay, en la ciudad de Carmelo. Desde 2010 se están desarrollando en el marco del proyecto “Actuación integral en Calera de las Huérfanas en clave de desarrollo local” dos acciones: una destinada a la iluminación arquitectónica, y otra tendiente a la preservación y revalorización del entorno natural de Calera de las Huérfanas.

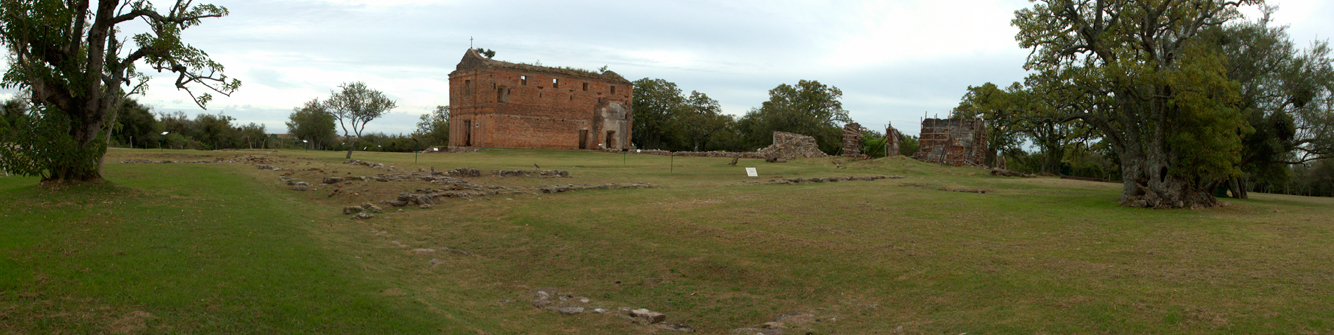
Vista general de la Calera de las Huérfanas.

## Historia
El nombre Calera, viene de que en dicho lugar se producía cal para la construcción, mediante la utilización de dos grandes hornos. La denominación "de las huérfanas" se debe a que lo producido por el establecimiento iba destinado a mantener el Colegio de Niñas Huérfanas de Buenos Aires.
En sus orígenes era el casco de la "Estancia del Río de las Vacas" manejada por la Compañía de Jesús (jesuitas) a partir de 1741. Los jesuitas tuvieron una importante influencia en la región durante los siglos XVI y XVII.
A partir de 1767, a raíz de la expulsión de los Jesuitas, la estancia pasa a depender del Gobierno español de Buenos Aires cuando aún no había sido creado el Virreinato del Río de la Plata. Uno de los oficiales con el grado de Capitán fue encargado de su administración: Juan de San Martín, nacido en Cervatos de la Cueza, un villorrio de la provincia de Palencia, el 3 de febrero de 1728 y quien será a la postre padre del prócer José de San Martín. Durante la permanencia de Juan de San Martín en la estancia, contrajo matrimonio por poder —esto es, representado por otra persona, pues no pudo viajar a Buenos Aires— con Gregoria Matorras, también nacida en Palencia. Nacerán en Calera los 3 hermanos mayores del general José de San Martín. Fue tan buena la administración del Capitán San Martín que se decidió transferirlo a las Misiones Jesuíticas en Santa María de los Reyes Magos de Yapeyú, actual provincia de Corrientes, con el objetivo de hacer progresar a la zona como lo había hecho en la Banda Oriental. En 1777, se hicieron cargo del lugar un grupo de monjas pertenecientes a la orden de las Hijas de la Caridad de San Vicente de Paúl. Las religiosas instalan en los edificios principales un hogar de huérfanas —llamadas expósitas en la época— y de allí el cambio de denominación a la zona.
A partir de 1815, según el reglamento artiguista, la estancia es repartida entre más de 40 personas, en suertes de estancia. Posteriormente dicho reparto se anula y se realiza una venta, comprando el general Julián Laguna el casco de la estancia. En 1938 pasa a ser patrimonio público y Monumento histórico nacional.
En 1999 se inician las tareas de investigación arqueológica con financiamiento del Ministerio de Turismo y el Ministerio de Educación y Cultura.
Hoy en día es un lugar turístico e histórico donde se han realizado trabajos de investigación arqueológica y recuperación del lugar, y donde se pueden visitar los restos de la antigua iglesia, lo cual lo convierte en un punto turístico de relevancia.

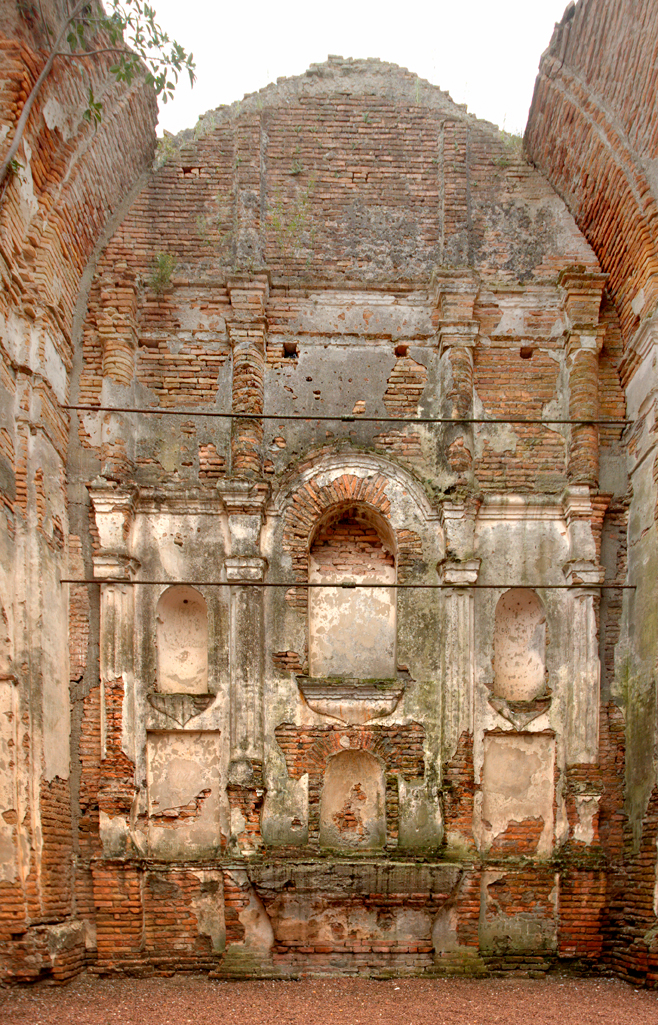
El altar formaba parte integral con la pared.

Una de las características de la iglesia construida por los jesuitas, la cual aún se conserva y ha sido apuntalada para evitar su derrumbe, era que el altar formaba parte integral con la pared. Sobre ello el Arq. Juan Giuria sostiene lo siguiente:

Suponemos que existían en el mundo poquísimos ejemplos de altares que forman parte integrante de los templos que contienen, pues casi siempre se trata de obras, más o menos valiosas, de mármol, piedra arenisca o madera, tallados o esculpidos en talleres especiales y luego armadas dentro de las respectivas iglesias.

Se nos ocurre que el motivo que pudieron tener los jesuitas para construir un altar soldado a los muros sería el siguiente: un altar de madera es fácil de destruir o quemar y, en aquellos tiempos, la seguridad en nuestra campaña era menos relativa. En cambio, el retablo que hemos descripto, de estructura incombustible ofrecía serias dificultades para su destrucción; en caso de peligro, los moradores de la “reducción”, antes de abandonarla, podían retirar los ornamentos y las imágenes de las hornacinas y ocultarlas en algún escondrijo; una vez pasado el peligro se volvía a colocar todo en su sitio y las cosas seguían como antes.

Al excavar en el interior de las ruinas de la iglesia se encontraron enterramientos humanos, en esa época era común enterrar a los muertos, dependiendo de su prestigio o posición social, dentro de la iglesia. Los datos indican que por lo menos cuatro cuerpos encontrados corresponden a plena época jesuítica.

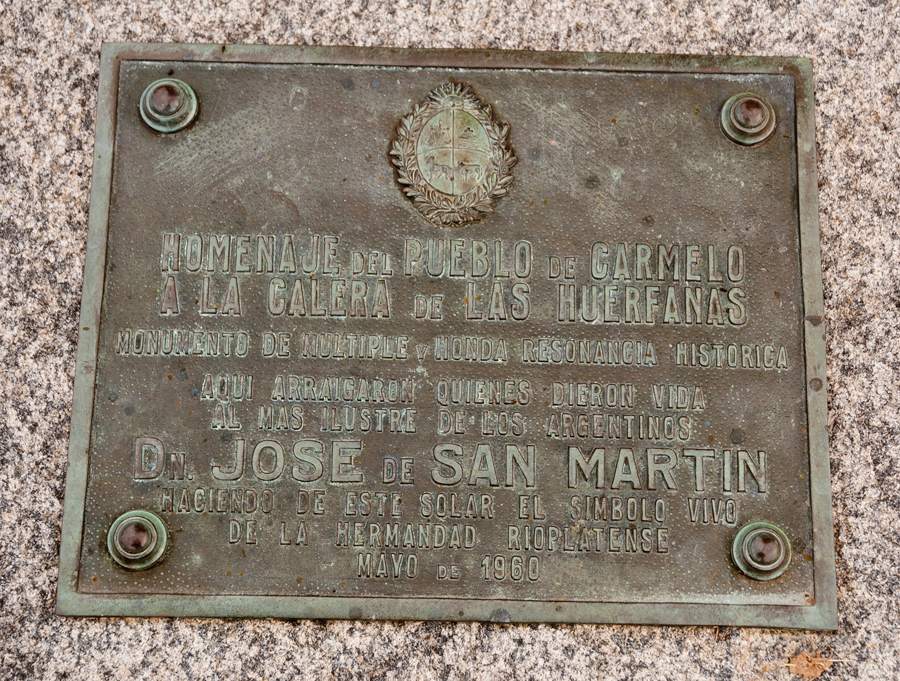
Placa de homenaje del Pueblo de Carmelo colocada frente a la iglesia de la Calera de las Huérfanas.

Al frente de la iglesia se encuentra una placa instalada en mayo de 1960, la cual dice textualmente "Homenaje del Pueblo de Carmelo a la Calera de las Huérfanas, monumento de múltiple y honda resonancia histórica, aquí arraigaron quienes dieron vida al más ilustre de los argentinos Dn. José de San Martín, haciendo de este solar el símbolo vivo de la hermandad rioplatense."

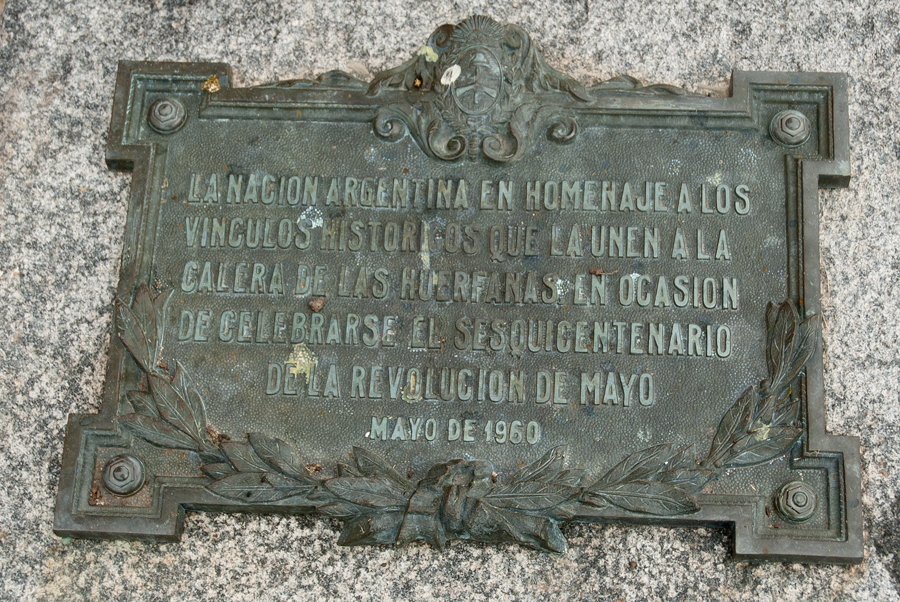
Placa de homenaje de la Nación Argentina colocada frente a la iglesia de la Calera de las Huérfanas.

También se puede encontrar otra placa de mayo de 1960 que dice lo siguiente: "La Nación Argentina en homenaje a los vínculos históricos que la unen con la Calera de las Huérfanas en ocasión de celebrarse el sesquicentenario de la revolución de mayo"
En 2010 se realizaron varias tareas de restauración del lugar.

## Cronología
1) Época Jesuítica 1741-1767
1741-1753 Administración del P. Alonso Fernández
1753-1767 Administración del P. Austín Rodríguez
1767 Expulsión de los Regulares de la Compañía de Jesús de las tierras de la Corona de España.
2) Período Administrativo de la Junta Municipal de Temporalidades 1767-1778
1767-1774 Administración del Tte. de la Asamblea de Infantería Juan de San Martín.
1774-1778 Administración del Tte. de las Milicias Pedro Manuel Quiroga.
3) Período Administrativo de la Hermandad de la Santa Caridad 1778-1837
"En 1778 la administración pasó a manos de la Hermandad de la Santa Caridad de Buenos Aires, institución con carácter de cofradía, integrada por lo más selecto de los funcionarios civiles, militares y comerciantes de Buenos Aires que a su solicitud la recibió como merced real para sostener económicamente una "casa de niñas huérfanas y un hospital de mujeres".
Administración de P.Domingo Viera.
Administración del P. Florencio García.
Administración del Francisco Wright.